# RBC Bank Women's Challenger 2011
Il RBC Bank Women's Challenger 2011 è stato un torneo professionistico di tennis femminile giocato sulla terra verde. È stata la 7ª edizione del torneo, che fa parte dell'ITF Women's Circuit nell'ambito dell'ITF Women's Circuit 2011. Si è giocato a Raleigh (Carolina del Nord) negli USA dal 9 al 15 maggio 2011.

## Partecipanti

### Teste di serie
| Nazionalità | Giocatrice                | Ranking* | Testa di serie |
| ----------- | ------------------------- | -------- | -------------- |
| Portogallo  | Michelle Larcher de Brito | 165      | 1              |
| Stati Uniti | Julia Cohen               | 169      | 2              |
| Ucraina     | Tetjana Lužans'ka         | 194      | 3              |
| Stati Uniti | Alexa Glatch              | 223      | 4              |
| Stati Uniti | Alexandra Stevenson       | 236      | 5              |
| Italia      | Camila Giorgi             | 240      | 6              |
| Stati Uniti | Ashley Weinhold           | 247      | 6              |
| Stati Uniti | Julie Ditty               | 248      | 8              |

- Ranking al 2 maggio 2011.

### Altre partecipanti
Giocatrici che hanno ricevuto una wild card:
- Chieh-yu Hsu
- Simone Kalhorn
- Lena Litvak
- Asia Muhammad

Giocatrici che sono passate dalle qualificazioni:
- Alexandra Mueller
- Jessica Pegula
- Marie-Ève Pelletier
- Yasmin Schnack
- Alexis King (lucky loser)

## Campionesse

### Singolare
Petra Rampre ha battuto in finale  Camila Giorgi con il punteggio di 6–3, 6–2

### Doppio
Sharon Fichman /  Marie-Ève Pelletier hanno battuto in finale  Beatrice Capra /  Asia Muhammad con il punteggio di 6–1, 6–3